# Réserve naturelle de Storøykilen
La réserve naturelle de Storøykilen  est une réserve naturelle norvégienne et un site Ramsar  qui est située dans la municipalité de Bærum dans le comté d'Akershus.

## Description

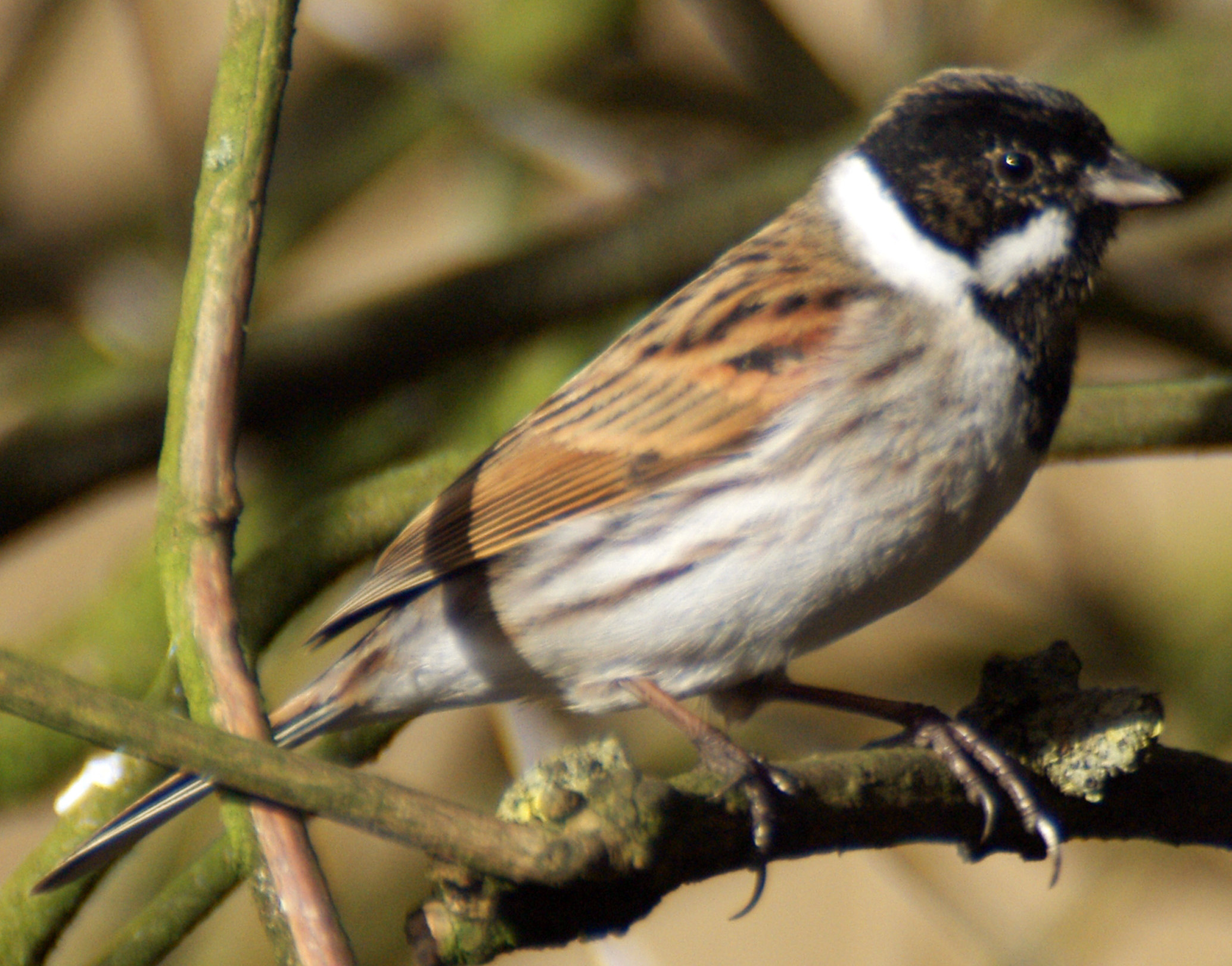
Bruant des roseaux

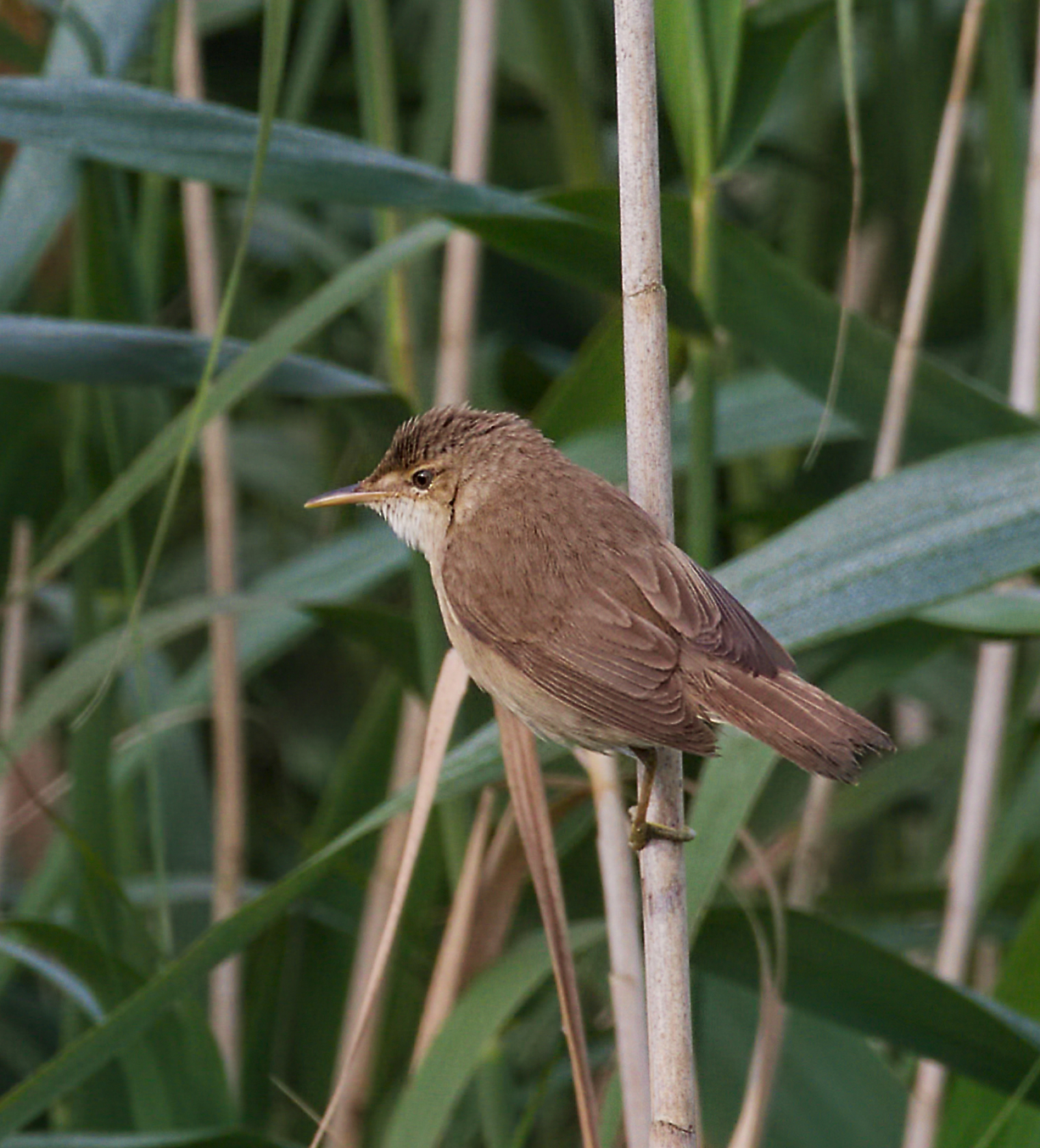
Rousserolle effarvatte

La réserve naturelle, créée en 1992, forme une longue baie peu profonde et étroite au nord-ouest de Snarøya, entre la réserve naturelle de Lilleøya et la réserve naturelle de Koksabukta, sur la péninsule de Fornebu. Le socle rocheux est constitué de roches calcaires de la période géologique du Cambrien/silurien avec des affleurements à certains endroits où i y a une végétation calcaire tolérante à la sécheresse. La baie est peu profonde et une grande partie de la zone est couverte de végétation marécageuse. Plus à l'intérieur des terres, le paysage est caractérisé par de grands chênes et tilleuls. L'endroit est important comme lieu de repos et la nidification pour les oiseaux migrateurs, mais aussi comme lieu d'hivernage pour plusieurs espèces de passeriformes. C'est aussi une zone de nidification pour plusieurs espèces, dont le bruant des roseaux et la rousserolle effarvatte par la présence de salicorne.
La circulation motorisée n'est pas autorisée, ni les bateaux à rames, les canoës, les planches à voile ou autres.

## Galerie

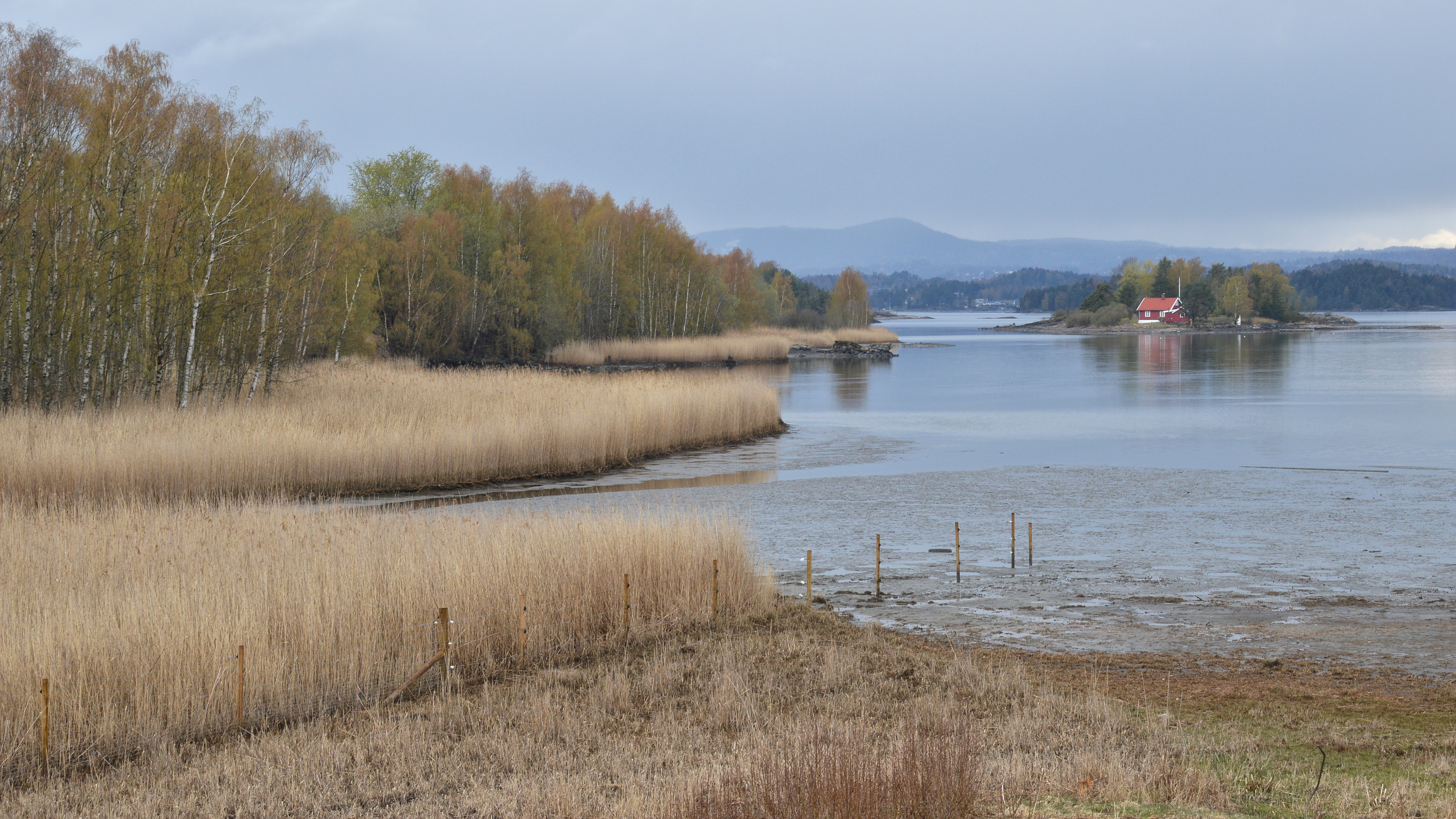
Zone maritime
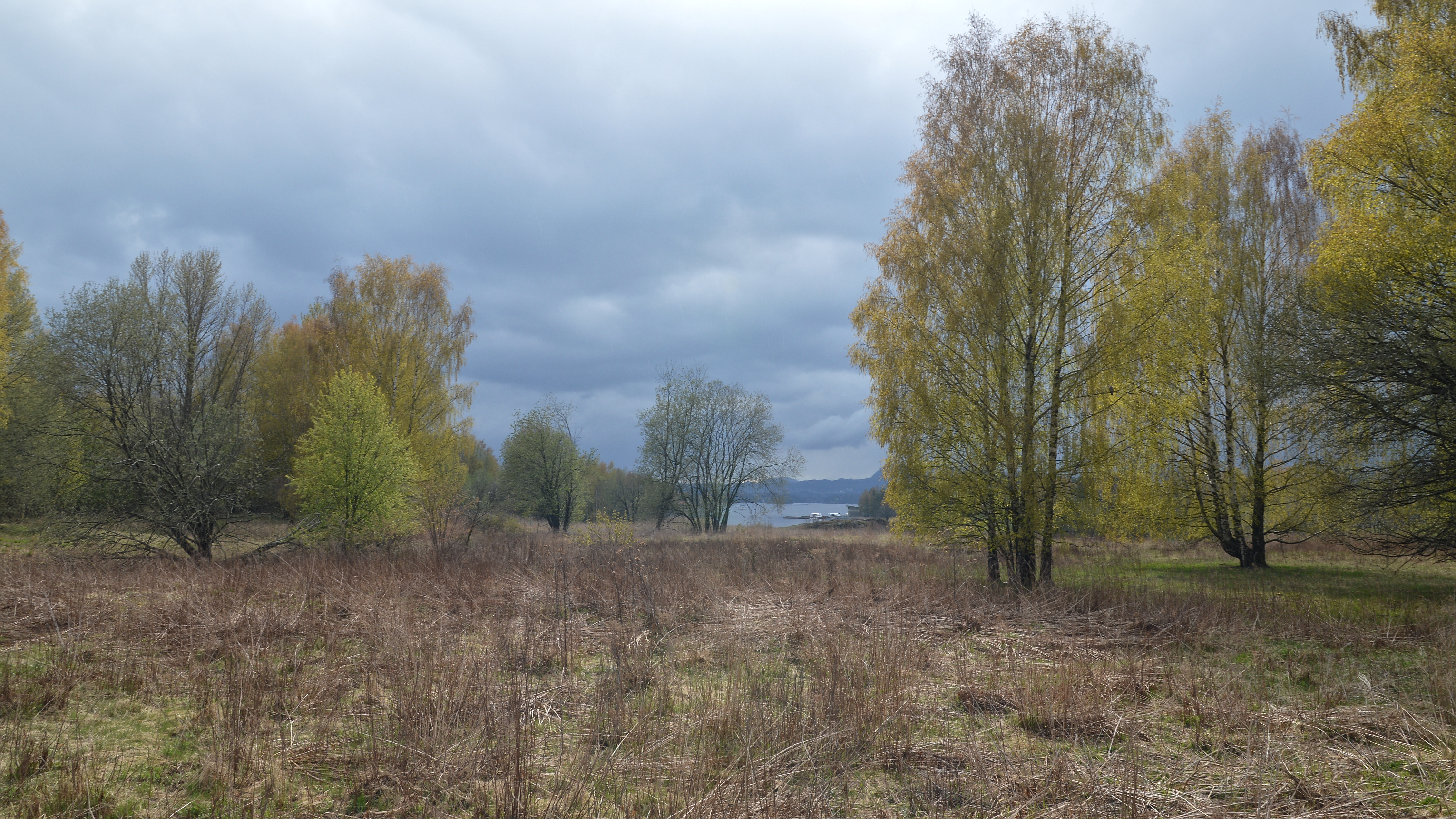
Zone boisée